# Янвон
Янвон (кор. 양원, 陽原, Yangwon, Yangwŏn; пом. 559) — корейський ван, двадцять четвертий правитель держави Когурьо періоду Трьох держав.

## Правління
Був старшим сином вана Анвона. 533 року його було проголошено спадкоємцем престолу. 558 року когурьоська знать розділилась на два табори й почалась боротьба за спадкування престолу, в якій, імовірно, загинув батько Янвона, ван Анвон.
За його правління Когурьо поступово втрачала свою могутність та була змушена вживати заходів для відбиття іноземних вторгнень. Зокрема Янвон втратив у боротьбі проти союзу Пекче та Сілли район сучасного Сеула.
557 року Янвон проголосив спадкоємцем престолу свого сина Пхьонвона, який зайняв трон після смерті батька 559 року.